# 山科本願寺
山科本願寺（やましなほんがんじ）は、京都市山科区にあった浄土真宗の寺院。本願寺第8世法主蓮如により、文明15年8月22日（1483年9月23日）に完成・建立。南側には興正寺も建てられていた。
周囲には堀と土塁を築いて、寺内町を形成していた。天文元年8月24日（1532年9月23日）、六角氏と法華宗徒により焼き討ちされた。
現在、跡地には浄土真宗本願寺派と真宗大谷派の山科別院（西別院と東別院とある）が建っており、南殿跡が大谷派の光照寺に、土塁跡が山科中央公園にある。南殿跡と土塁跡は2002年、国の史跡に指定されている。

## 概要

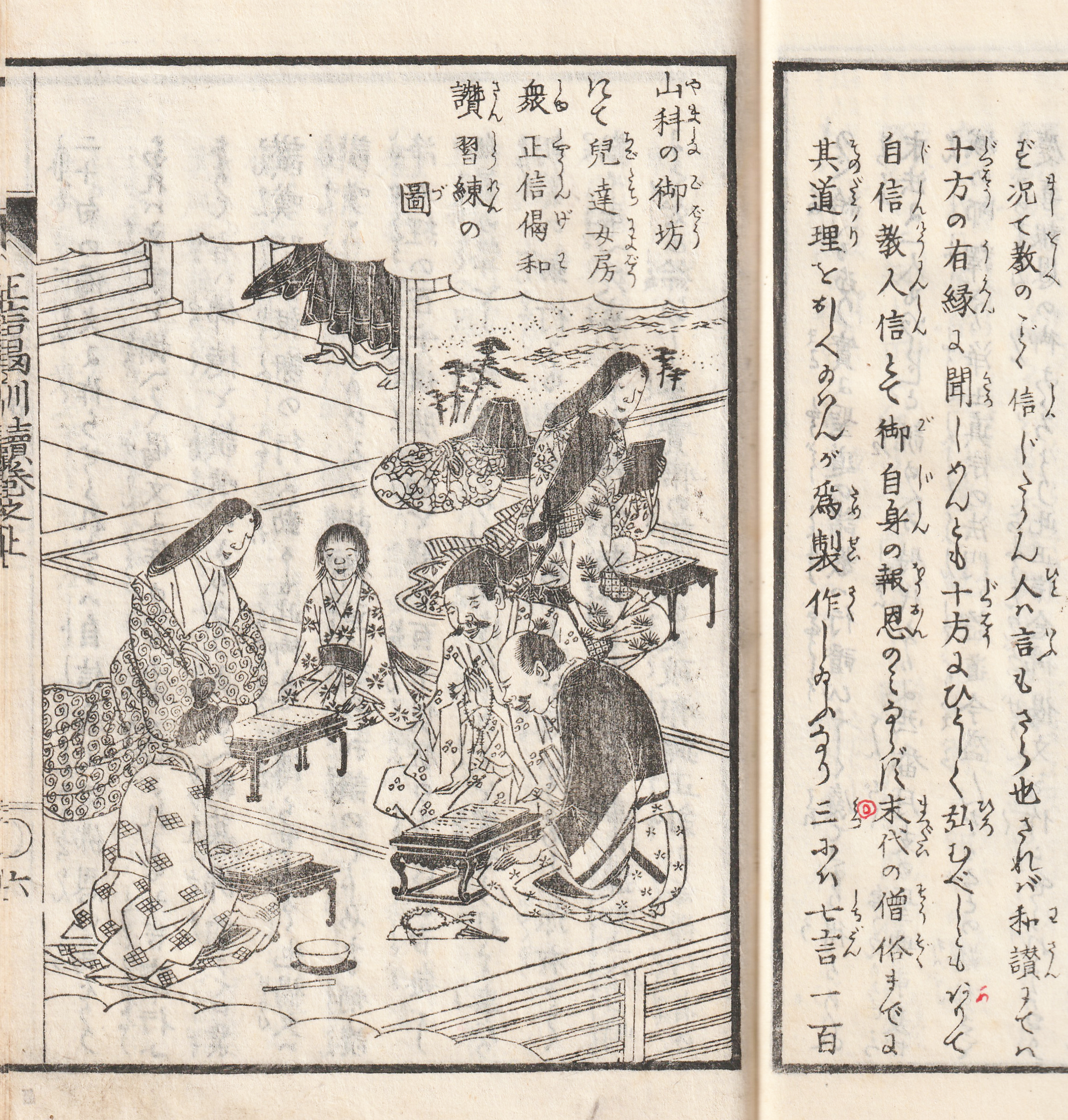
「山科の御坊にて児達女房衆正信偈和讃習練の図」。蓮如が勤行として読誦するよう制定した正信偈和讃を、山科本願寺で練習する男女

文明10年（1478年）から造営され、約6年間で建設されたと言われている。山科盆地の中央より西側にあり、四ノ宮川と山科川(旧音羽川)の合流地点で、当時は山城宇治郡に属する。この地域は東海道から宇治街道へ抜ける分岐点、交通の要所であった。
天文元年（1532年）の『経厚法印日記』によると「山科本願寺ノ城ヲワルトテ」と記載が見受けられることから、当時より城として呼称されていた。寺院が城に変化できたのは加賀より城造り人夫を呼び寄せて本格的な城郭に仕上がったのでないかと思われている。山科本願寺の構造は「輪郭式」あるいは「回字式」と言われる近代城郭の縄張であり、この周辺、この時代の戦国大名ならびに国人の居城は山城であるのに対して、山科本願寺は平城で1世紀前に近代城郭の要素を含んでおり、『中世城郭辞典』には「城郭史上、特筆すべき城郭跡といえる」と解説されている。

### 山科本願寺建立以前
山科本願寺の跡地は20数回の発掘調査が行われているが、山科本願寺時代以前にも数多い遺構・遺物が発掘されており、山科本願寺やその周辺では古来より要所として発展していたようであるが、鎌倉時代以降は急速に遺跡が発見されなくなる。これは何らかの地形の変化があり、四ノ宮川と山科川によって形成された扇状地になり、水田開発が困難になったためとも推察されている。
| 時代                 | 主な遺構、遺物                           |
| -------------------- | ---------------------------------------- |
| 縄文時代             | 押型文土器                               |
| 弥生時代             | 方形周溝墓跡                             |
| 大和時代(古墳時代)   | 古墳時代の竪穴建物                       |
| 飛鳥時代             | 飛鳥時代の竪穴建物                       |
| 奈良時代             | 金堂、講堂などの大宅廃寺                 |
| 平安時代             | 多数の寺院が建立される                   |
| 鎌倉時代             | 集落があったようだが、規模は縮小している |
| 山科本願寺の造営まで | 遺跡は希薄                               |

## 沿革

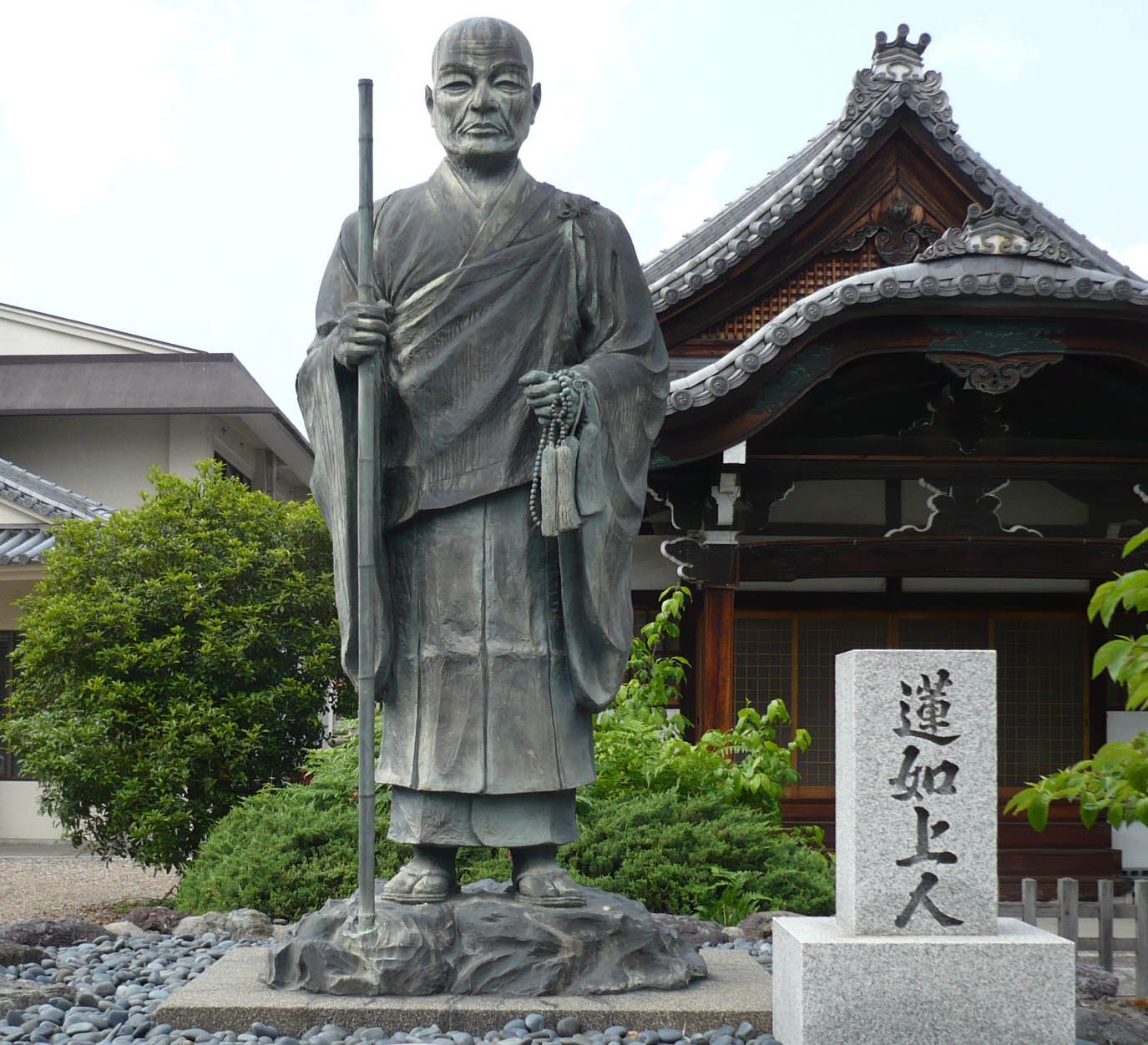
蓮如上人の銅像

本願寺の最初は親鸞の墓所である大谷の地にあったが、寛正6年（1465年）に延暦寺宗徒の攻撃をうけ破壊されると（寛正の法難）、蓮如は越前吉崎御坊に移り、大谷本願寺の再建を願い京都に近いこの地を選んだのではと考えられている。
文明10年（1478年）に造営が開始され、「向所」「寝殿」「御影堂」、そして文明13年（1481年）の「阿弥陀堂」の落成をもって中心部「御本寺」が完成する。文明15年（1483年）には「内寺内」「外寺内」が完成する。延徳元年（1489年）山科本願寺の東側に蓮如の隠居の地となる南殿が造営される。 また、この間には本願寺の傘下に入っていた興正寺（現・真宗興正派本山）が「御本寺」の南に建てられている。
明応8年（1499年）3月25日、蓮如は85歳で没する。蓮如時代の終わり頃には「御本寺」にだけ土塁があった。
その後、第9世法主実如、第10世法主証如の時代に移っていくが、『戦国の堅城』には「山科本願寺が本格的に城郭化していったのは実如と証如の時代で、天文元年の焼き討ちに近い時代に完成されたのではないか」と記されている。主には実如時代の永正年間（1504年 - 1521年）の始め頃に「内寺内」が、永正10年（1513年）頃に「外寺内」にそれぞれ土塁が作られている。

### 山科本願寺の戦い
細川晴元と手を結んで勝利を上げた飯盛城の戦いに続き大和に乱入して暴挙に及んだ一向一揆が都にも到達する、との噂に怯える都では享禄5年（1532年）7月28日、法華一揆が蜂起した。これには法華信者で、飯盛城の戦いで敗死した三好元長の仇討ちという側面もあったと考えられている。法華一揆の蜂起により、細川晴元は逆に法華一揆衆と手を結んだ。
改元後の同年（天文元年）8月23日には山科本願寺の周囲に布陣し、翌日24日早朝より攻撃を始めた攻囲軍によって、「水落」と呼ばれる場所から乱入されて寺町周辺のあちこちが放火され大勢は決した。「水落」のすぐ北にあった興正寺をはじめ、さらにその北にあった本願寺の中心部も炎上し山科本願寺は陥落した。
法主・証如は6月から大坂御坊の石山に入っており、そこで指揮をしていて無事であった。また、親鸞聖人御影は山科本願寺にいた証如の大叔父・実従（蓮如の13男）によって寺宝ともども助け出され、醍醐寺報恩院、宇治田原などに移された後、翌天文2年（1533年）7月15日に大坂御坊に納められた。親鸞聖人御影が安置されたこともあり、やがて大坂御坊は新たな本山・大坂本願寺となった。
ただ山科本願寺を消滅させてもこの戦いではいまだ決着せず、同年9月末に山崎周辺で一向一揆衆と法華一揆衆は再び戦闘状態に突入。この時は一向一揆衆が勝利し付近を放火、京都に攻め入ろうと情勢になったようだが、法華一揆衆が洛中で打ち廻りを行い、10月になって平静に戻った。
その後の詳細は石山本願寺への移転と和議成立を参照。

### 山科本願寺略年表
| 和暦              | 西暦           | 月  | 主な出来事                                                                 |
| ----------------- | -------------- | --- | -------------------------------------------------------------------------- |
| 文明9年           | 1477年         |     | 応仁の乱終了                                                               |
| 文明10年          | 1478年         | 1月 | 山科本願寺の造営開始                                                       |
| 文明12年          | 1480年         | 3月 | 御影堂完成                                                                 |
| 文明13年          | 1481年         | 4月 | 阿弥陀堂完成、御本寺がほぼ完成                                             |
| 長享2年           | 1488年         |     | 加賀一向一揆おこる                                                         |
| 延徳元年          | 1489年         |     | 山科本願寺南殿造営                                                         |
| 明応6年           | 1497年         |     | 大坂石山坊舎（石山本願寺）造営                                             |
| 明応8年           | 1499年         | 3月 | 蓮如没する                                                                 |
| 明応8年- 天文元年 | 1499年- 1532年 |     | 実如から証如時代で寺院から城郭としての防御施設が整えられたと推定されている |
| 享禄5年           | 1532年         |     | 証如は飯盛山城へ援軍に向かうため山科本願寺を出発                           |
| 天文元年          | 1532年         | 8月 | 本願寺炎上、陥落                                                           |
| 天文2年           | 1533年         |     | 石山本願寺を本寺とする                                                     |
| 天文5年           | 1536年         | 7月 | 天文法華の乱おこる                                                         |

## 城郭

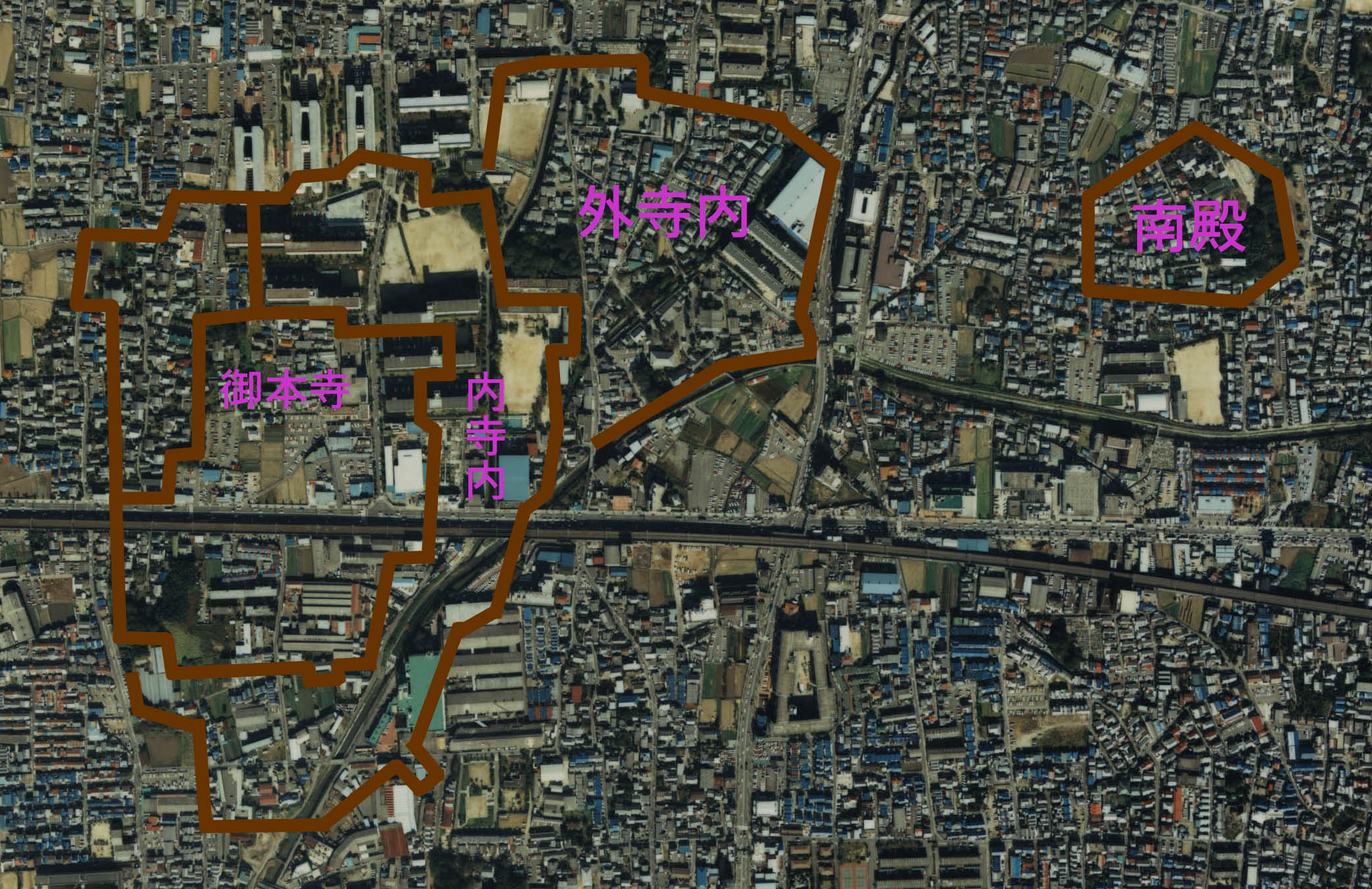
山科本願寺の城郭部分／昭和62年度のカラー空中写真

山科本願寺がどのような寺院、城郭であったかについて、天文元年（1532年）8月24日『二木水』の条では
| 「      | 四、五代に及び富貴、栄華を誇る。寺中は広大無辺、荘厳ただ仏の国の如しと云々、在家また洛中に異ならざるなり、居住の者おのおの富貴、よつて家々随分の美麗を嗜む | 」 |
| —二木水 | |    |

と記載されており、「仏の国」と言わしめる程の壮大なものであった。
山科本願寺やその周辺では各年代の遺構が発掘されていたが、築城直前は荒野になっており、京に近く広い敷地を欲していた蓮如にとっては山科はうってつけの場所であった。規模は南北に1km、東西に0.8kmに及ぶと推定されている。

### 土塁と堀
山科の地は交通の要所ではあったが、要害の地ではなかった。この地が選ばれたのは防衛を目的にしたものではなく、宗教上の理由が高いと考えられるが、次第に周囲との軋轢が生じるに伴い防御能力を増していったのではないかと思われ、地形の弱点をカバーするため『戦国の堅城』では複雑な土塁と堀を用いたと解説している。平城の防御能力を増すために最も良い方法は、城内の様子を敵方に解らなくすることで、その為に巨大な土塁を築いたのではないかと考えられている。
また昨今の発掘調査で土塁、堀の構造が明確になってきた。土塁に関しては、高く積み上げるため粘質土と砂礫（されき）や石を層にして交互に内側に向けて積み上げていく工法や、「大ホリ」と言われる部分では、幅12m、深さ4mと巨大な堀が発掘され、この正面には排水するための石組暗渠が確認されている。

### 山科中央公園の土塁跡

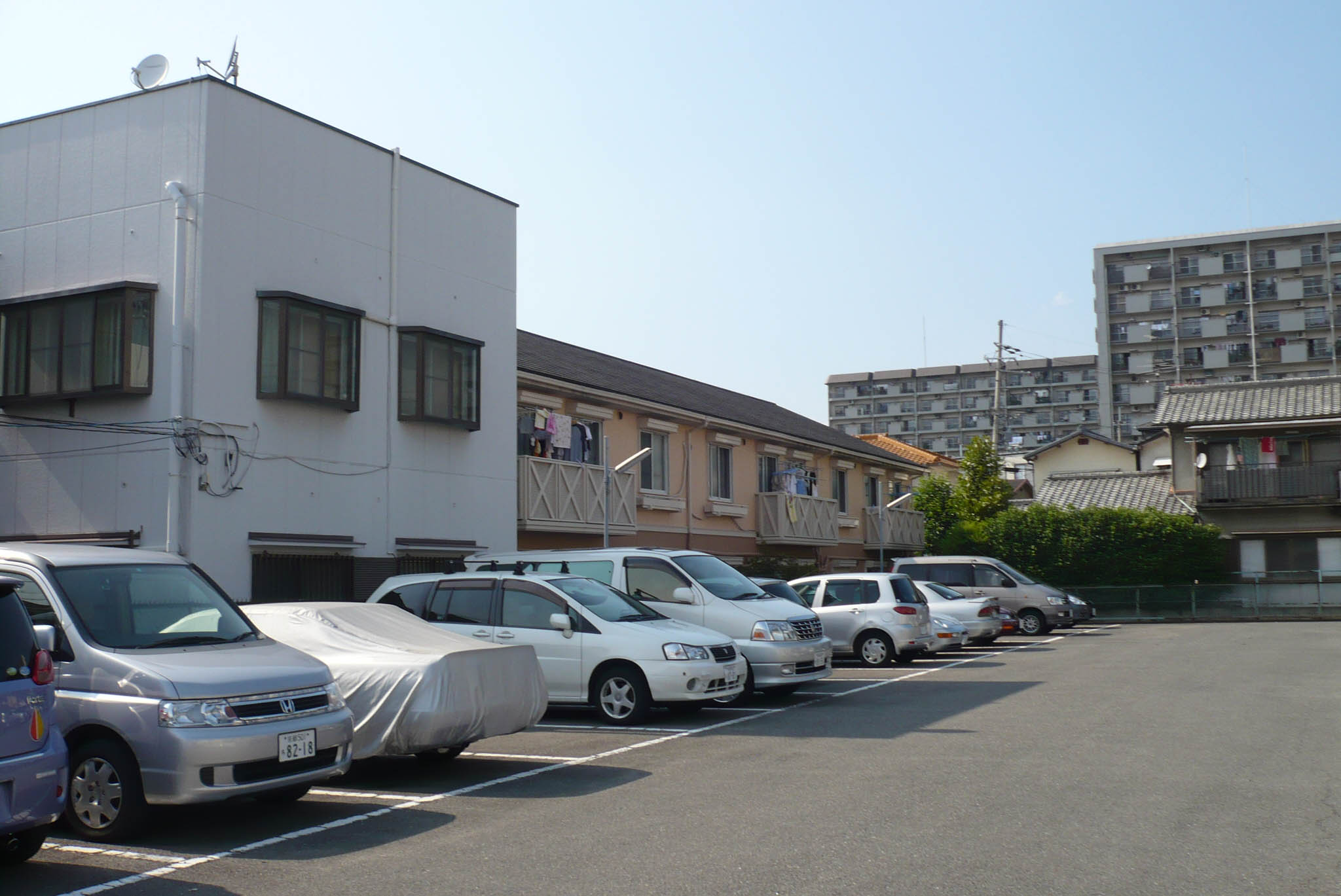
現在の御影堂跡推定地

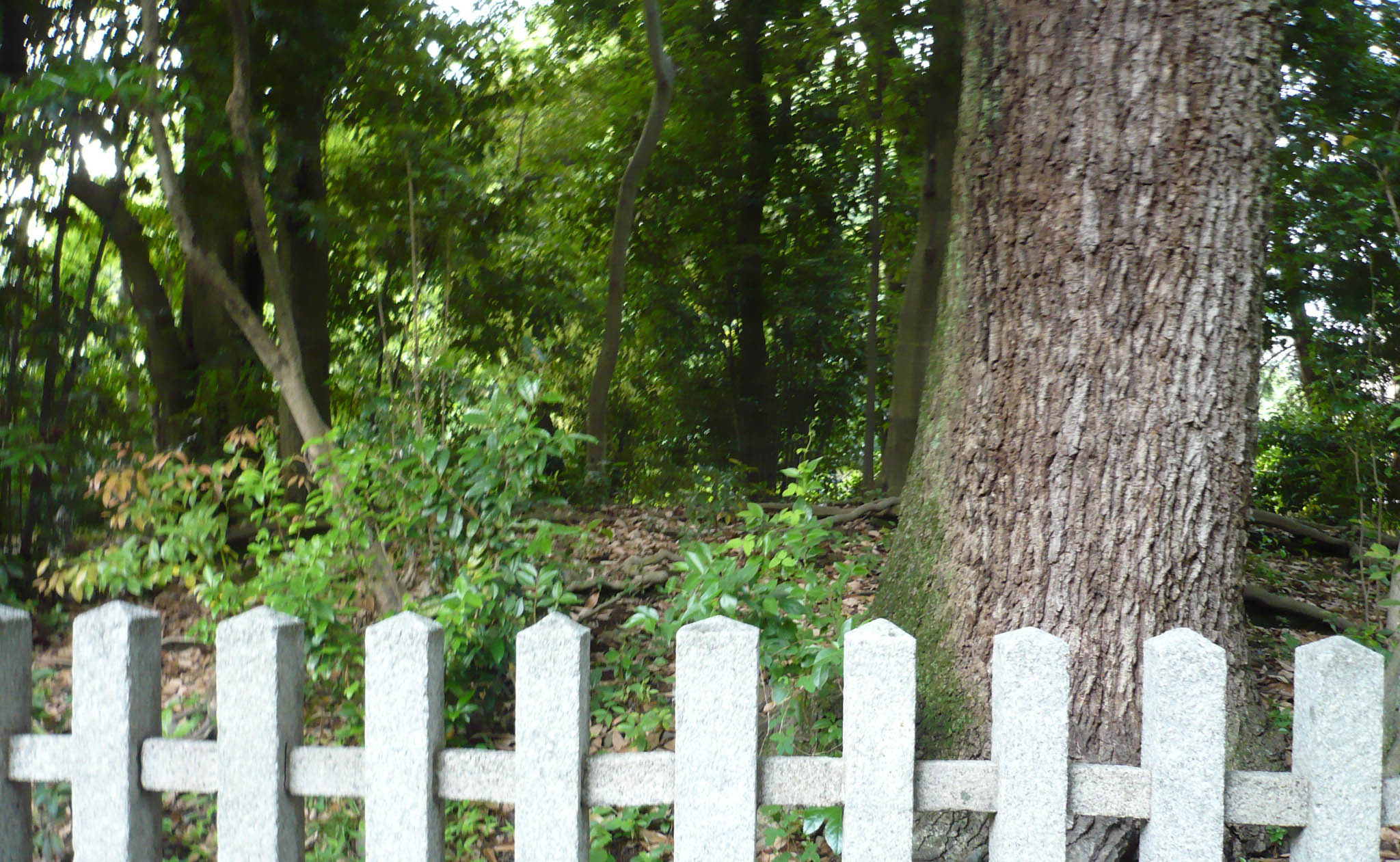
外寺内跡にある蓮如上人御廟所

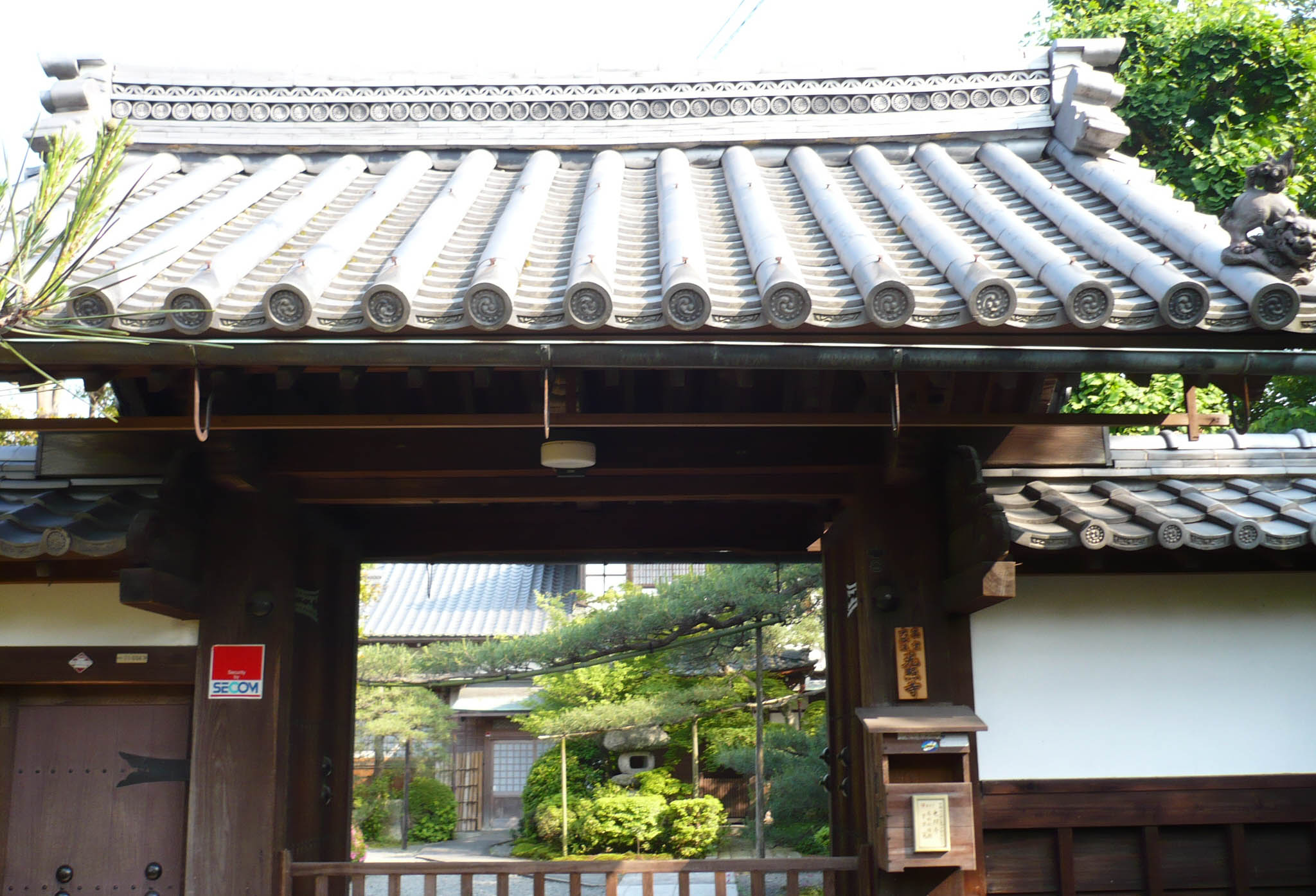
南殿光照寺

現在山科公園にある土塁跡は、東西75m、南北60m、高さ7mの巨大な土塁跡がある。これは内寺内の東北部に位置し、これら土塁跡は国の史跡に指定されている。また山科本願寺は古絵図が残っており、これによると虎口や土塁の各コーナーには横矢がかかる太鼓櫓のような建物が見受けられるため、単なる防御施設だけではなく、攻撃施設としても併用していたと思われている。

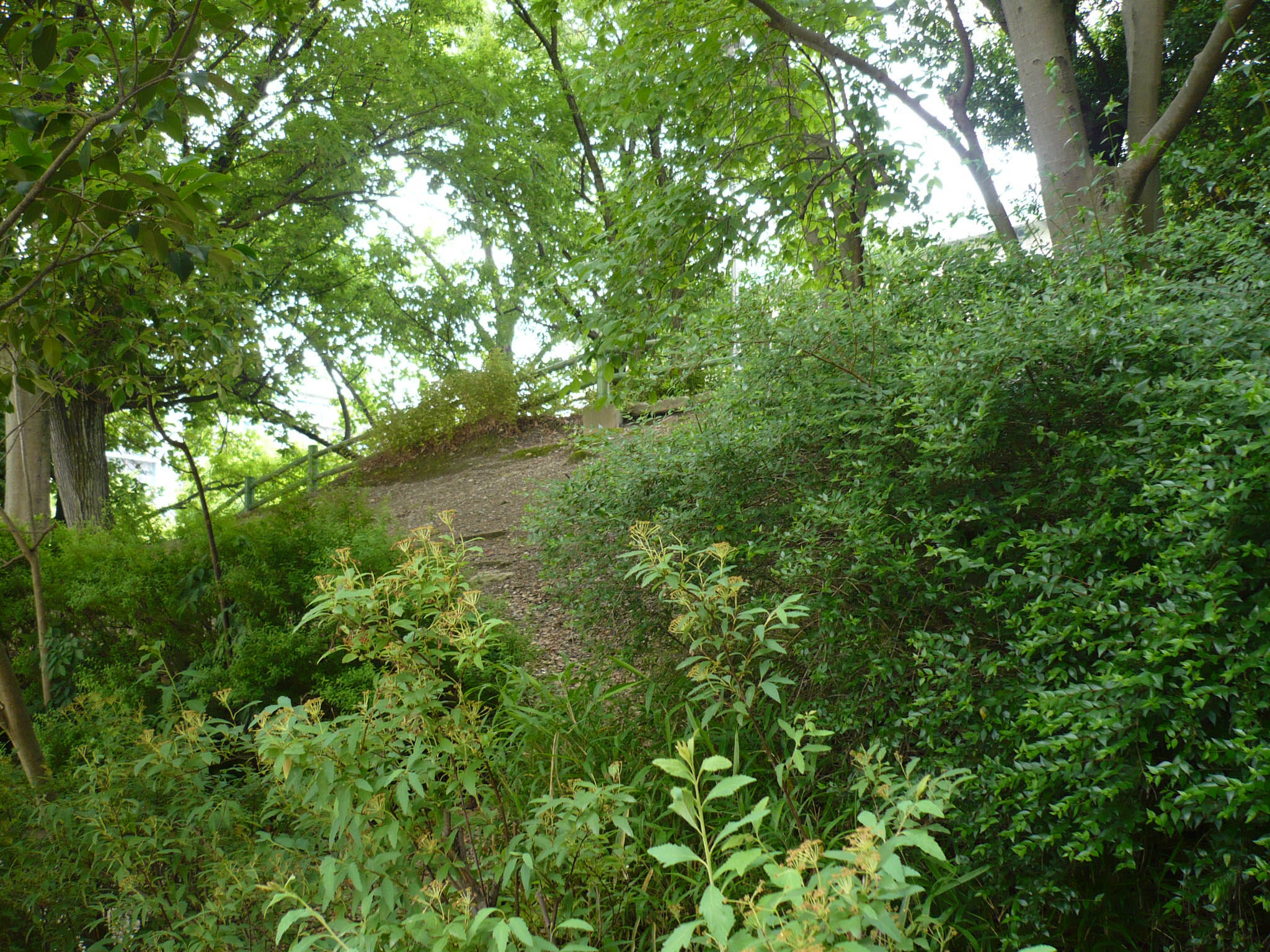
山科中央公園の土塁跡
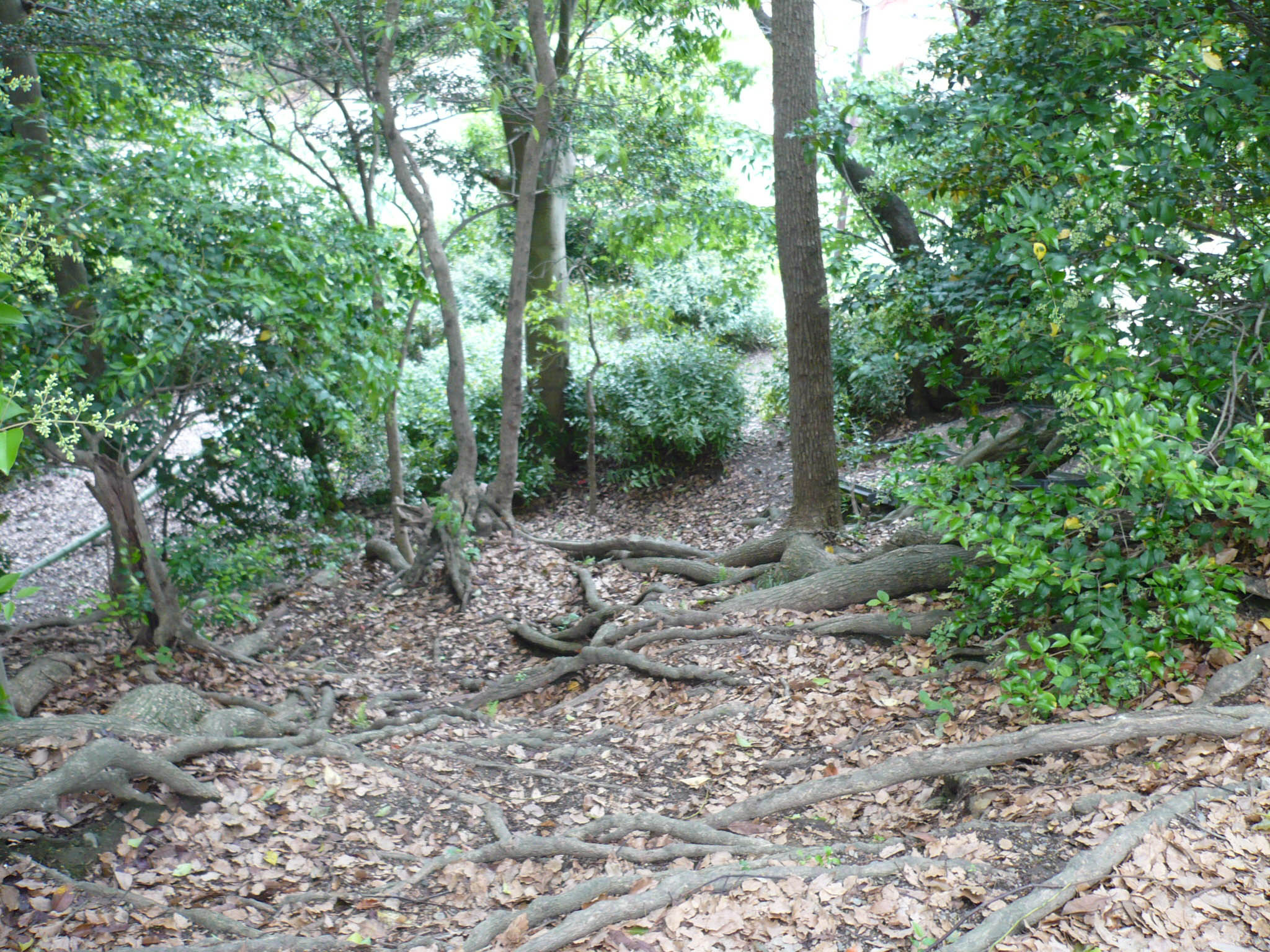
土塁頭頂部より撮影
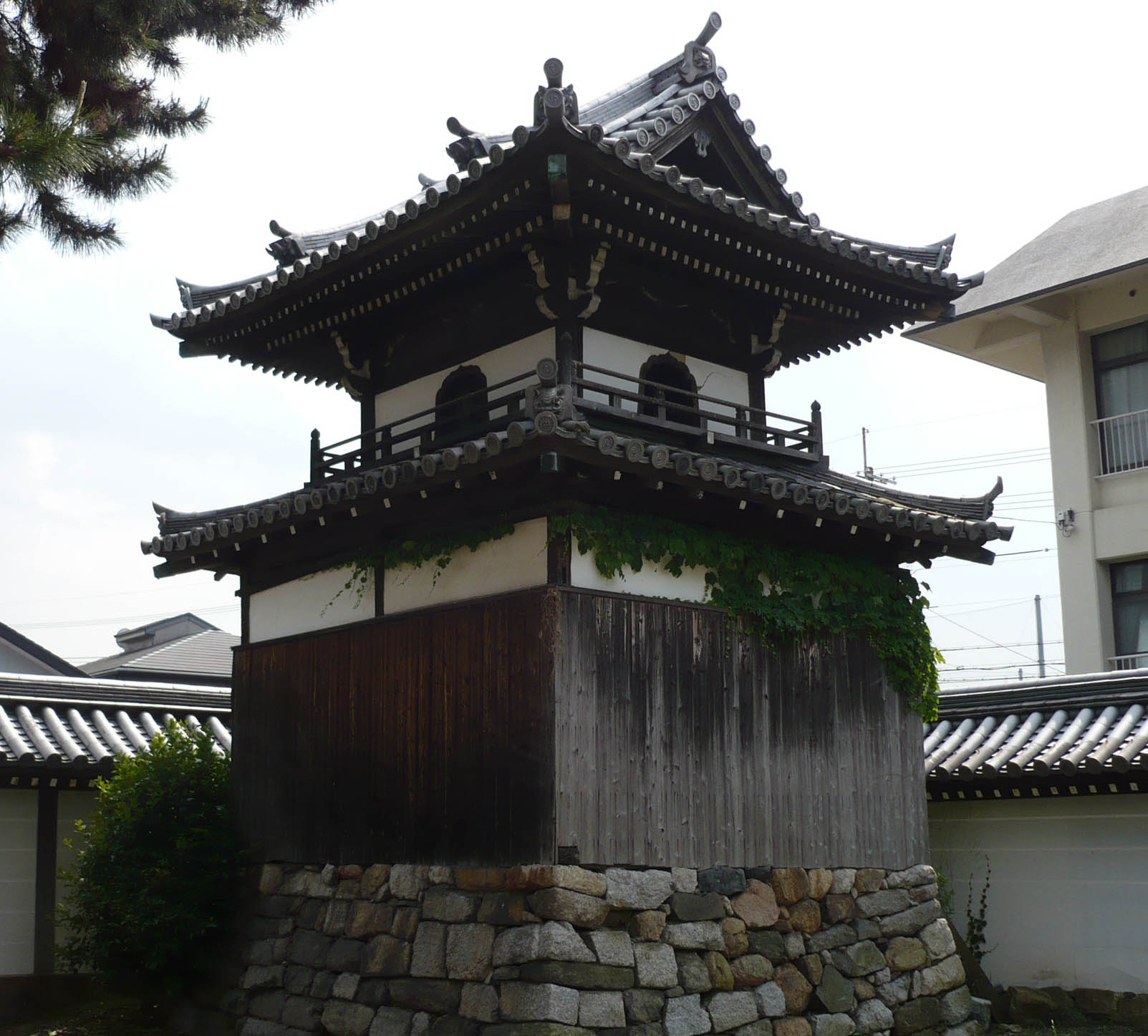
山科別院長福寺の櫓風建物
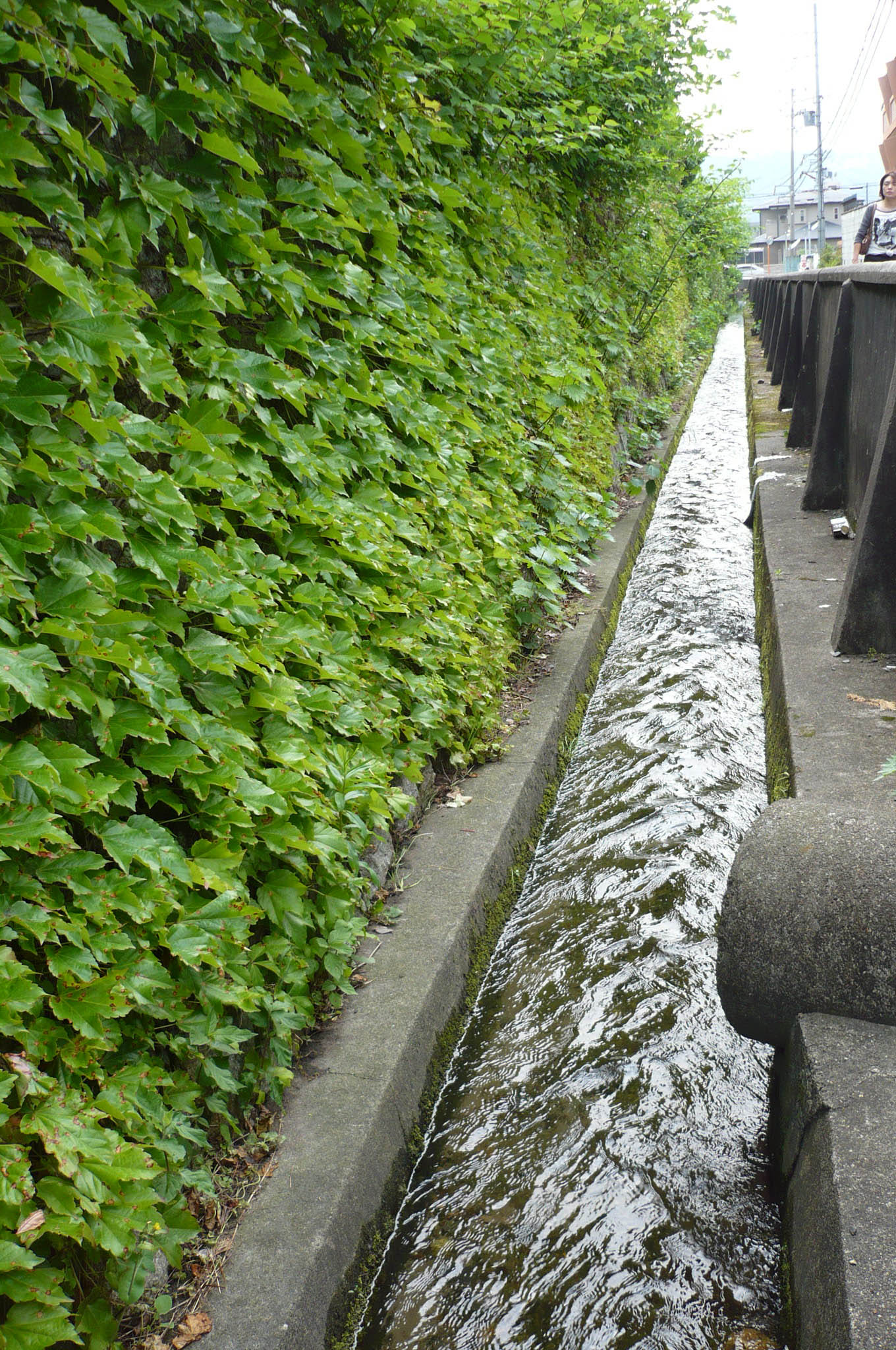
山科本願寺に流れる水路

### 寺地
山科本願寺の寺地は、城郭の曲輪に準じていて、大きく4つの区画から成る。

#### 御本寺（ごほんじ）
本丸に相当。主な建物として「御影堂」（寺内最大の建物）「向所」「寝殿」「阿弥陀堂」等があった。現在この周辺は宅地化されたうえに国道1号線と東海道新幹線が横切り、寺跡であったことをしのばさせるものはない。唯一東側に、主要部分を防御していた土塁跡がある。

#### 内寺内（うちじない）
二の丸に相当。古絵図には「家中」と記載されているので、蓮如、実如、証如の家族等が住んでいたと思われる。南側では佛光寺より改宗した蓮教が興正寺（現・真宗興正派本山）や多屋を建てていた。更にその南側では在家信者の町屋があったと思われる。山科本願寺の戦いの諸口というのは御本寺と内寺内の境「ミツオチ（水落）」という部分（現在この部分は土塁の案内看板がある）から侵入を許した。堅城を誇った山科本願寺であるが、一旦侵入を許すとそこは市民の生活の場であり、もろく簡単に崩れさってしまう。

#### 外寺内（そとじない）
三の丸に相当。内寺内の南側同様在家信者の町屋があったと思われる。『本願寺作法之次第』では、絵師、飴屋、塩屋、酒屋、魚屋等の商衆が住んでいたとの記載が見うけられる。蓮如の没後は外寺内に御廟所（墓）が設けられた。

#### 南殿
南殿は蓮如の隠居施設と思われているが、2001年の発掘調査では2重の堀、土塁、柵列、溝、物見櫓風建築物跡などの防御施設が確認され、単純な隠居施設ではなかったのではないかという指摘もある。また内部は庭園、持仏堂、壕（ほり）等が現存しており、現在は南殿光照寺の南側、音羽伊勢宿町一帯に遺構が残っていてこちらも国の史跡に指定されている。

## 寺院跡へのアクセス

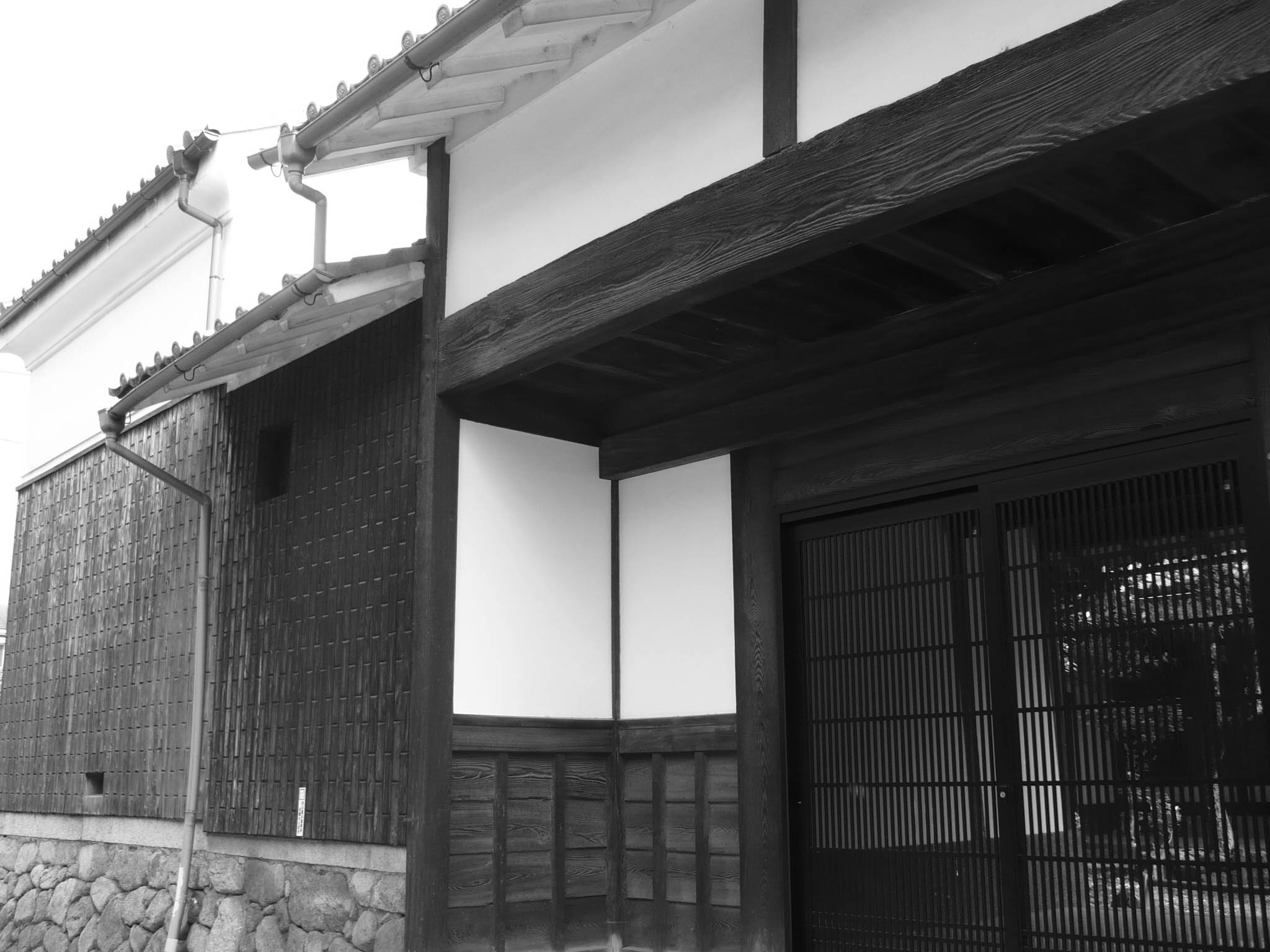
寺内推定地にある奥田家分家(NPO法人古材文化の会事務所)

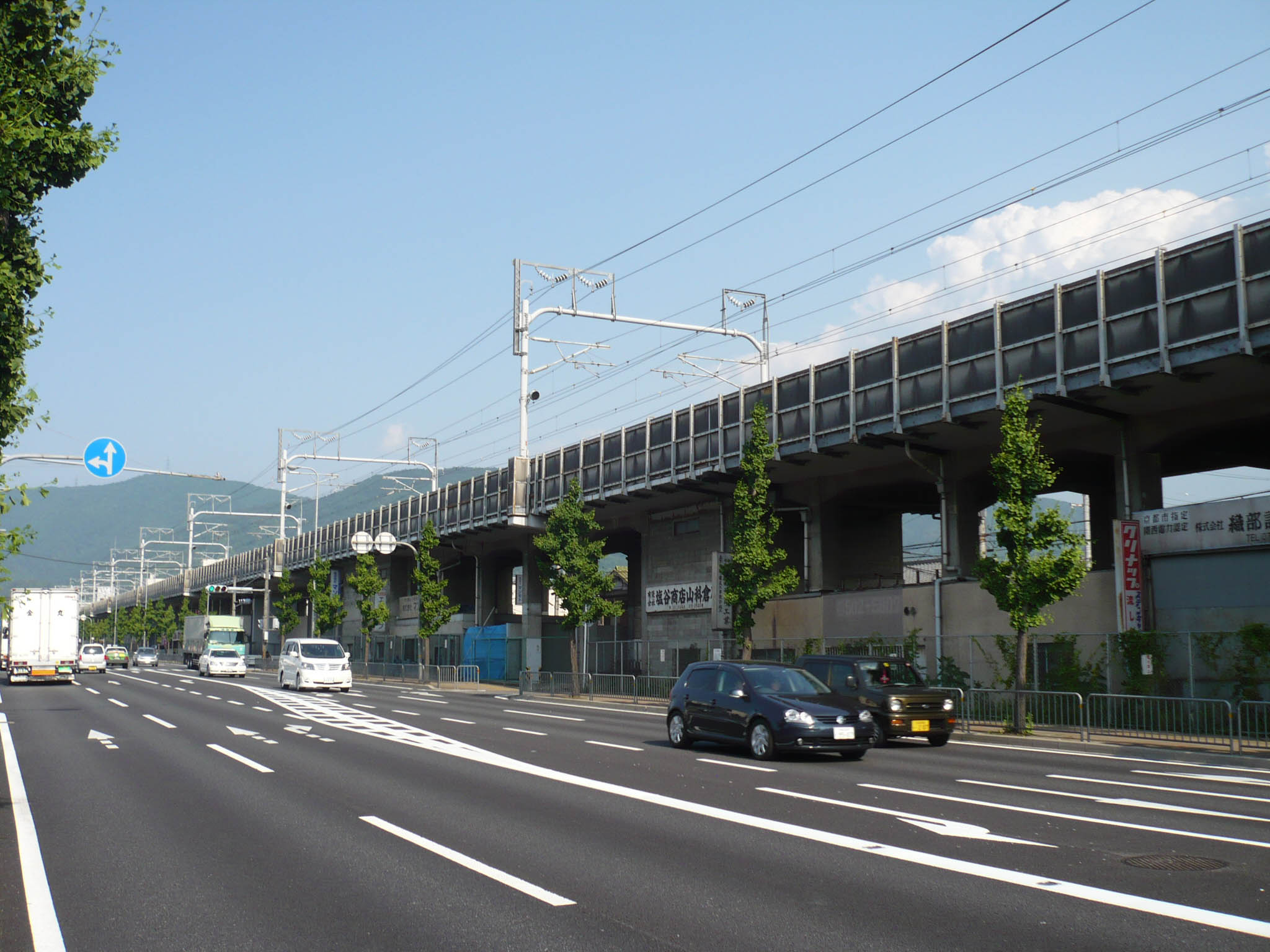
寺跡を走る国道1号線と並走する東海道新幹線

- 電車でのアクセス 
  - 東野駅（京都市営地下鉄東西線）
  - 山科中央公園の土塁跡まで徒歩約15分
- 車でのアクセス 
  - 名神高速道路→京都東IC→国道1号
  - 近隣に駐車場無し